# Ostrožská Nová Ves
Ostrožská Nová Ves là một làng thuộc huyện Uherské Hradiště, vùng Zlínský, Cộng hòa Séc.